# Webmail
Un correo web es un cliente de correo electrónico, que provee una interfaz web que permite crear cuentas de correo electrónico que pueden ser revisadas a través de la web. Este servicio lo ofrecen muchos sitios web, en especial los portales y también los proveedores de acceso a internet (ISPs). Otras formas de acceder al correo electrónico pueden ser:
- Conectándose con un cliente de correo local a un servidor de correo remoto utilizando un protocolo ad hoc de transporte de correo, como IMAP o POP, descargar los correos y almacenarlos localmente.
- Utilizando un cliente de correo por consola (por ejemplo, Mutt).

El webmail permite listar, desplegar y borrar mediante un navegador web los correos almacenados en un servidor remoto. Los correos pueden consultarse posteriormente desde otro ordenador conectado a la misma red (por ejemplo, Internet) y que disponga de un navegador web.
Generalmente, también permite la redacción y el envío de correos, y no está limitado a la lectura de correo electrónico.
Algunos clientes web de correo electrónico libres:
- RoundCube
- Zimbra
- AfterLogic Webmail Lite
- SquirrelMail
- Horde
- Openwebmail
- BlogMail
- MailEnable
- Alt-N_Technologies
- AtMail
- Ilohamail

Existen empresas privadas que dan servicio de webmail, por ejemplo:
- AOL Mail
- Gmail
- GMX Mail
- Outlook.com
- Terra Networks
- Yahoo! Mail

También existen grupos que dan servicios de webmail, por ejemplo:
- Servicio basado en Squirrelmail.
- OpenMailBox.

Es común que muchas entidades públicas como las universidades ofrezcan este servicio. Sin embargo, cualquier persona u organización puede desarrollar un servicio de webmail.